# Daniel Axtyamov
Daniel Axtyamov (ur. 26 marca 1985 w Taszkencie) – azerski piłkarz uzbeckiego pochodzenia, od 2012 roku grający w klubie FC Tiraspol. Występuje na pozycji napastnika. W reprezentacji Azerbejdżanu zadebiutował w 2004 roku. Do tej pory rozegrał w niej trzynaście meczów (stan na 8 kwietnia 2012 roku).